# Sivas
Sivas er en by beliggende i det centrale Tyrkiet og er på samme tid hovedstad i en provins, der også hedder Sivas. Byen har et indbyggertal på 372.330 (pr. 2017), mens det samlede indbyggertal i hele provinsen er på 621.301 (pr. 2017). Provinsen består af 16 subprovinser, 46 bydistrikter og 1.236 landsbyer og omfatter et areal på 28.488 km², hvilket gør Sivas til Tyrkiets næststørste provins. Provinsen grænser op til Kayseri, Tokat, Ordu, Giresun, Erzincan, Malatya og Kahramanmaraş. Sivas er beliggende i det midtøstlige område af det centrale Anatolien. Byerne Tokat, Ordu og Giresun ligger nord for byen, Erzincan øst for byen, Malatya, Kahramanmaraş og Kayseri ligger syd for byen, mens Yozgat ligger vest for byen. Sivas er som en transitzone mellem det østlige Sortehav, østen og de indre anatoliske regioner. Provinsen består hovedsagelig af høje plateauer. Det nordlige område er inkluderet i Yesilirmak-bassinet, og det sydøstlige område ligger i Firatbassinet. Silkevejsruterne mødes på et punkt, der ligger i Sivas, og den berømte kongens vej går også gennem denne store by.
Byen, der ligger i en højde af 1.278 meter (4.193 fod) i den brede dal, der dannes af Kizilirmakfloden, er en lille handels- og industriby, selvom økonomien traditionelt har været baseret på landbrug. Med jernbanens komme opblomstrede industrien i byen, og den er især blevet kendt for produktionen af tæpper, mursten, cement, bomulds- og uldtekstiler. Disse udgør de vigtigste dele i byens produktionsøkonomi.
Sivas er også en centralt beliggende by og ligger lige i centrum for nord-syd- og øst-vest-handelsruterne til Irak og Iran. Med udviklingen af jernbanen fik byen en ny betydning da byen nu blev forbundet af vigtige jernbanelinjer mod henholdsvis byerne Ankara, Kayseri, Samsun, og Erzurum. Byen er forbundet med fly til blandt andet Istanbul, Izmir og Ankara, men også andre steder i Europa.
Sivas er en meget gammel bosætning, hvor mange civilisationer har levet gennem historien. Siden starten har den altid haft sin økonomiske, politiske, militære og kulturelle betydning og har en meget speciel rolle for Anatoliens grænser. Som i alle andre byer er Sivas blevet udviklet og formet i overensstemmelse med kendetegn og kultur hos de indbyggere, der lever i byen. Gennem tiden har byen oplevet en masse problemer med udflytning fra byen, til dels på grund af arbejdsløshed, men også på grund af en lav levestandard. Derfor er mange borgere flyttet væk fra Sivas og ind i de større byer som Ankara, Izmir eller Istanbul. Mange flyttede også til Europa i håb om at kunne tjene penge. Men Sivas alligevel byder på interessante feriemuligheder med sine velhavende historiske kendetegn, natur, kurbade og andre muligheder og er igen på vej til at blive en stor og vigtig by.

## Navnet
Gennem historien er byen blevet kaldt mange navne. De civilisationer, der dominerede Sivas på de forskellige tidspunkter i historien, gav byen forskellige navne. Af dem kan nævnes Sebaste, Sipas, Megalopolis, Kabira, Diaspolis (Guds by), Talaurs, Danişment-provinsen, Eyalet-i Rum, Eyalet-i Sivas og i dag Sivas.
Byens navn stammer fra det latinske navn Sebastianus og det græske Sebastiano (Σεβαστιανός). Sivas blev opkaldt efter Sebasteia i den romerske periode. Mange kilder bruger navnet Sebastia om byen Sivas. I andre kilder er byen også kaldt Tabur, Talavra, Megalopolis, Karama og blev også kaldt Diopolis af romerne, hvori navnet er givet efter den romerske kommandør og statsødem Pompeius i det 1. århundrede f.Kr. Andre teorier vedrørende byens navn Sivas, er at den oprindeligt stammede fra navnet på Hittiternes Sibasip klan, hvilket også kom ind i optegnelserne som en historisk myte.
Sivas, hovedstaden fra tid til anden i Seljuk-perioden, fastholdt sin betydning som en videnskabs- og handelsby. Byen, som var et administrativt center i den osmanniske æra, er blevet omdannet til en provins, med selvsamme hovedby i Republiksperioden.

### Sultan şehir
Sivas bliver også kaldt Sultan sehir (Sultanens by). Sivas i en årrække har været den Seldjukkiske hovedstad, og har været hjemsted for mange sultaner. I Sivas er især en af de største sultaner fra Seljuk-æraen begravet og mange andre royale har også deres gravsted i byen. I århundreder har Sivas betjent en vigtig rolle som hovedstad og centrum for forskellige provinser i mange civilisationer, da Sivas geografiske placering er velegnet til dette. Sivas var engang en provins, hvor kvalificerede mennesker fra alle felter blev uddannet. Mennesker, der er uddannet fra byen, har haft vigtige roller i statsadministrationer. Forskernes værker gav et stort bidrag til udviklingen af tyrkisk - islamisk kultur og på grund af dem er Sivas i dag stadig blandt de vigtigste byer. I dag bruges den fordi, Sivas er kulturens by og en er ved at udvikle sig til en vigtig turistby. Derved er brandet Sultan sehir blevet meget populært og bruges primært om Sivas

## Historie
Ifølge skriftlige optegnelser var Sivas et vigtigt område af beboelse i hittiterne i begyndelsen af 2000 år f.kr. Senere blev regionen beboet af den phrygiske, lydiske, assyriske, romerske, byzantinske, seldsjukkiske, danishmend, ilhanli, eretna og osmanniske dynastier og blev en del af den Tyrkiske republik efter Osmannerrigets fald i 1923.

### Den tidlige antik
Der er ved udgravninger i de senere år, bestemt at bosættelsen af Sivas går helt tilbage til ca. 8000 f.Kr. Byen har fungeret som et skæringspunktet mellem de vigtigste karavaneveje, der forbandt de vigtige byer i Iran og Mesopotamien med Sortehavskysten og Middelhavskysten
Der er ikke meget information om Sivas i den hittitiske dominans periode. Sivas var en vigtig bosættelse i den hittiske periode. I det 7. århundrede f.Kr. led Sivas af invasioner fra Kimmerne og Skyterne.
I begyndelsen af det 6. århundrede f.Kr. blev området overtaget af den persiske herredømme. Efter Perserrigets sammenbrud, efter de 3 forsøg fra Alexander den Store, blev Sivas beslaglagt af selvsamme person i den anden halvdel af det 4. århundrede f.Kr., og blev senere knyttet til kongeriget af Kappadokien. Kongeriget blev aldrig en mægtig kongerige og eksisterede ofte kun på de omkringliggende stormagters nåde. Derfor gik de Kappadokiske konger tit alliancer med de omkringliggende naboer. I år 17 e.Kr. indgår de alliance med Romerne og dermed kommer Sivas under Romersk herredømme. Sivas fungerede som en en vigtig storby i den romerske periode og var omgivet af en kæmpe bymur. I det 3. århundrede begyndte kristendommen at sprede sig hurtigt. Ifølge rygterne havde St. Blaise, en helgen fra Sivas, vigtige bidrag til udbredelsen af kristendommen i regionen med de mirakler, han fremviste. I 64 f.Kr. under den tredje krig mod Mithridates 6. af Pontos grundlagde Pompejus en by på stedet kaldet "Megalopolis".
Sivas fortsatte sin udvikling i den byzantinske periode. Navnet på Sivas under det byzantinske imperium, Sebasteia betyder "ærværdig, øverste" på græsk, og på latin er det ækvivalent med Augustus, og det hævdes, at dette navn blev givet byen, ved at dedikere byen, til kejser Augustus. Selvom der ikke er spor efter bygninger, fra det byzantinske imperium i Sivas i dag, vidner forskellige fund fra de arkæologer, data fra historiske kilder og det lille antal bygningsrester og keramiske fund, der blev udført i regionen, beviset på betydningen af Sivas i den Byzantinske imperium. Sivas blev et civilt og religiøst centrum i begyndelsen af det 5. århundrede i henhold til det byzantinske administrative system. Byen var en by af en vis betydning i den kristne kirkes tidlige historie; i det 4. århundrede var det hjemsted for Sankt Blaise og Sankt Peter af Sebaste, biskopper i byen, og Eustathius, en af de tidlige grundlæggere af monasticismen i Anatolien.
Byens blev forstærket med en ny og stærk bymur, der fik betydning på grund af byens placering ved Kızılırmak (Halys) og hovedvejene i det nordøstlige Kappadokien, blev repareret under kejseren Justinian d. 1's regeringstid, blev de ødelagt i persiske angreb i 575. Byen blev udsat for arabiske angreb i slutningen af det 7. århundrede. Her opstod der en religionskamp, da muslimerne nu var ankommet i nærområdet. Det opstod i den anden halvdel af det 7. århundrede og blev betragtet som modstrid med den officielle religionsforståelse. Araberne sendte forskellige flagbærer til Anatolien og den mest kendte blev Abdulvahap Gazi. Han er en berømt hærleder, der ankom til Anatolien under Umayyad-perioden og tiltrådte de anatolske kampagner med islamiske styrker. Abdulvahap Gazi, var profeten Muhammeds flagbærer og er blevet en vigtig religiøs figur i byen. Han blev dræbt i år 731 i Sivas, hvor han også ligger begravet i dag.
I det 10. århundrede begyndte den armensk migration og bosættelser til byen, der blev kaldt Kleisoura under Leon VI's periode. I denne periode dominerede den armenske gregorianske kirke regionen, og byen blev en armensk bispedømme i 986. I 1019 overtog den armenske konge Senekerim administrationen af Sivas. Surp Nshan (Saint Cross) klosteret, som antages at have dele af korset, som Jesus blev korsfæstet på, blev bygget af ham.
Sivas var også det sted for martyriet for de 40 martyrer i Sebaste, i det 4. århundrede. De store præster og religiøse ledere, der havde deres store festdag d. 9. marts, blev dømt til døden for at tro på kristendommen. De blev smidt nøgne i en iskold sø midt om natten, og døde af kulden. Derefter blev deres kroppe brændt og deres aske kastet i vandet.

### Sivas efter tyrkernes indtagen af Anatolien og Danishmend dynastiet
Sultan Alparslan udnævnte Danişmend Gazi og Kutalmışoğlu Süleyman Şah, en af de fornemme befalingsmænd, til at erobre de indre dele af Anatolien. Den endelige overgang af Sivas-regionen til hænderne på tyrkerne fandt sted kort efter 1071-slaget ved Manzikert, der åbnede portene til Anatolien for tyrkerne. Tyrkerne, der ankom til Sivas-regionen i 1080'erne, købte små bygder i nærheden, men de kunne ikke erobre Sivas. Fem år efter belejrede Danişmend Gazi, Sivas med sine styrker og erobrede byen på kort tid. Derefter blev Sivas fra 1085 en tyrkisk. Sivas eller Sebasteia var en af de første vigtige byer i Anatolien, der blev erobret af de tyrkiske stammer. Det sker efter slaget ved Manzikert i 1071. Byen kom under domænet for Danishmend dynastiet (1071-1174). Danişmend Gazi tog derefter kursen mod Kappadokien efter at have overtaget Sivas. På vej mod Kappadokien overtog han også Kayseri og etablerede Sivas som Danişmends dynastiet hovedstad. I senere år blev denne nye Beyliks grænser udvidet, efter at Tokat, Amasya, Çorum, Çankırı, Malatya og Kastamonu blev overtaget. Da Danişmend Gazi døde i 1105, blev hans søn Melik Gazi hersker. Melik Gazis regeringsperiode gennemgik med krige imod romerne og korsfarerne. Hans søn Muhammed blev overtog tronen fra Melik Gazi, da han døde i 1134 og ligesom hans, far kæmpede Muhammed bey mange krige med romerne.
Da Muhammed Gazi døde i 1142, brød der en kamp om tronen i 1143 mellem hans søn Zünnun og hans onkel Nizamettin Yağıbasan. Derfor blev Danishmend dynastiet opdelt i to; henholdsvis i Sivas og Malatya. Melik Gazis søn, Nizamettin Yağıbasan, var lederen af Sivas området. Hans periode var fuld af krige med romerne og de Seldsjukkerne. Efter Yağıbasans død oplevede Danishmend dynastiet en periode med uro, også selvom Muhammed Gazis søn Zünnun, kom til Sivas og overtog Danishmends trone, kunne han ikke sætte en stopper for Danishmend dynastien kollaps i 1175.

### Sivas under Seljuk imperiet
Sivas blev genforenet i det anatolske Seljuk-imperium af Kilij Arslan II i 1175. Kilij Arslan delte ddet anatolske Seljuk-imperium blandt sine 11 sønner i 1190, i den sidste tid af hans regeringsperiode. I denne deling faldt Sivas til Kutbettin Melikşah. Men da Kutbettin Melikşah ønskede at råde over dele af imperiet, begyndte en lang kamp om trone mellem brødrene. Kampen mellem brødrene blev delvist formindsket efter Kutbettins død i 1194. Sivas blev nu kortvarigt overtaget af Kutbettin Melikşahs bror, Tokats hersker Rükneddin Süleyman. I 1210 var Izzeddin Keykavus d. I. leder af Seljuk-imperiet. Det vides, at Keykavus generelt boede i Sivas i stedet for Konya. Det var også under hans regeringsperiode at Sivas blev rekonstrueret. Sivas "Darüş-Şifa", der blev accepteret som et af de vigtigste medicinske centre i hele Anatolien og Europa med hensyn til dens struktur og funktion, blev bygget i 1217 under Izzeddin Keykavus regeringsperiode. Sivas levede sin guldalder og bedste periode mellem årene efter Alaaddin Keykubats regeringsperiode (1219-1236). Sivas og fungerede jævnligt som hovedstad i Seljuk-imperiet sammen med Konya. I Alaaddin Keykubats tid blev Sivas bæfestning (Sivas kalesi) og murene omkring byen styrket mod den nærliggende mongolske trussel.
Mongolerne havde allerede plyndret hele Centralasien, Mellemøsten og Østeuropa og nu begyndte de langsomt at angribe Østanatolien. Slaget ved Kösedağ øst for Sivas, blev en af de mest triste sider i tyrkisk historie og var begyndelsen på slutningen for Seljuk-imperiets storhedstid. Den 3. juli 1243 blev Seljuk sultanen Gıyaseddin Keyhüsrev besejret af den mongolske hær med Baiju Noyan som hærfører i Kösedağ mellem Zara og Suşehri. Samtidig med mongolerne måtte Seljuk-hæren kæmpe mod Pontus-styrkerne, der kom fra nord ved Çanakçı-bjergene. Under regeringsperiode for Ögedei Khan, der var den mongolske hersker, bød Seljuk sultanen på at kunne underskrive en venskabstraktat. Det var Under Keyhüsrev d. 3, at mongolerne begyndte at presse sultanen til at tage personligt til Mongolske kejserdømme, give gidsler og acceptere en mongolsk darughachi, altså at betale skatter og være under mongolsk herredømme. Efter mongolernes sejr ved Kösedag tog mongolerne kontrol over Sivas og Kayseri. Sultanen flygtede til Antalya, men blev derefter tvunget til at indgå fred med Baiju og betale en betydelig hyldest til det mongolske imperium. Imperiet var nu under mongolsk herredømme. Sivas var en af de byer der blev hårdest ramt af mongolernes plyndringer og ødelæggelser og mange mennesker blev dræbt.
Sivas levede sin anden store udviklingsperiode under imperiets opløsningsperiode. De mest pragtfulde eksempler på Seljuk arkitektur og kunstværker stammer alt sammen fra denne periode, hvor Buruciye-, Çifte Minare- og Gök Madrassa, alle sammen blev lavet i regeringsperioden under Gıyaseddin Keyhüsrev d. 3 i 1271. Madrasserne der blev bygget på dette tidspunkt, står stadig med alt sin pragt. Sivas fik sin pragt i Seljuk-perioden, da byen blev et den vigtigste handelscenter langs silkevejen i Anatolien. I Seljuk-perioden åbnede nogle europæiske stater, såsom Republikken Genova, ambassader i Sivas for at få en del af "transithandelen" i forbindelse med udenrigshandel. Varer fra Kina, Turkestan og Iran med karavaner blev sendt til de forskellige karvanseraier i Sivas og sendt fordelt herfra til de andre byer i Anatolien og til Europa. I denne periode er de varer, der handles i Sivas, ikke kun transitgods fra østlige lande. De varer, der blev produceret i regionen såsom klude, tæpper, knive og krigsvåben som fx sværd, blev også solgt.
Da mongolernes indflydelse gradvist steg i Anatolien, kunne Seljuk imperiet, der også var plaget af intern uro på grund af kamp om tronen, ikke komme sig mere. Dette resulterede i at imperiet i 1308 kollapsede. I denne henseende blev Sivas overtaget af Ilkhaniderne, som var en mongols-tyrkisk dynasti. Her blev Timurtaş, søn af Emir Çoban udpeget som guvernøren for Sivas. Efter Seljuk imperiets kollaps rådede mange tyrkiske stammer, forskellige områder af Anatolien. Alle disse stammer kaldtes for Anadolu Beylikleri.

### Sivas under Eretna dynastiet
I 1327 måtte İlhanlı guvernøren Timurtaş forlade Sivas og rejse til Egypten, da hans forhold til İlhanlı herskeren Abu Said blev forværret; derfor efterlod han magten til Alaaddin Eratna. Timurtaş blev henrettet i Egypten i 1328. Som et resultat blev Eratna Bey guvernør i Sivas under İlhanlı dynastiet. Alaaddin Eretna besejrede den mongolske hær i 1343 og erklærede sin uafhængighed og hovedstaden i Sivas. Under Eratna sluttede byer som Kayseri, Amasya, Tokat, Çorum, Niğde og Erzincan sig til den nye Beylik. Da Eratna døde i 1352, blev hans yngre søn Gıyaseddin Muhammed efterfulgt. Gıyaseddin blev nødt til at overlade administrationen af hans fars Beylik til Vizier Ali Sah, da han ikke var særlig gammel. Vizier Ali, der var ansvarlig for administrationen af Eretnas Beylik i 1364, gjorde oprør, og med de kræfter han formåede at samle, belejrede han Kayseri, som var hovedstad på dette tidspunkt. Da Gıyaseddin Muhammed Bey blev besejret i denne krig, bad han den egyptiske hersker Melik Eşref om hjælp. Anmodningen om hjælp blev opfyldt samme år i 1364. Med hjælp fra den egyptiske hær, der kom til regionen, besejrede Muhammed Bey Ali Şah og dræbte ham.
Efter et års tid senere angreb nogle statsmænd fra Eratna-staten, den nye hovedstad Kayseri og dræbte Muhammed Bey i 1365. Eratna dynastiet blev dermed delt mellem de statsmænd, hvilket førte til at Eretna Dynastiet ikke kunne fungere længere. Med proklamationen af en ny Beylik af Kadi Burhaneddin i 1381 blev Eretna dynastiet fortid.

### Sivas under Kadı Burhaneddın Ahmets Beylik
Kadı Burhaneddin Ahmed, der fungerede som dommer i Eratna Dynastıet i et stykke tid blev valgt som som den nye regent for den sıdste Eretna Bey Alaadın Alis søn Muhammed bey. I 1381 erklærede Kadı Burhaneddin sin lederskab ved at eliminere den sidste Eratna Bey Muhammed.
I det år, hvor Kadı Burhaneddin proklamerede sin regeringstid, overtog de egyptiske mamlukker de Divrigi, der var tilknyttet Sivas på det tidspunkt. På dette tidspunkt organiserede Kadı Burhaneddin en modangreb for at tage Divrigi tilbage til den nye Beylik, hvilket resulterede i at hans forhold med manlukkerne blev forværret. Mamlukerne belejrede Sivas i 1388 med en hær under kommando af Aleppo-guvernør Yelboğa, men fik ikke succes i på grund af Kadi Burhaneddins gode forsvar af byen. Kadi Burhanettin havde heller ikke et godt forhold til en Akkoyunlus hærrefører Kara Yüluk Osman Bey. I et slag tæt på Zara, kendt som Karabel området, blev Kadı Burhaneddin Ahmed, dræbt. Efter at kadi Burhaneddin blev dræbt, anså notablerne i Sivas det passende at overlevere Sivas til osmannerne, der ikke længere er en Beylik, men en stat, som udråbte sig i 1299. De fandt det passende på grund af problemer som fx Kara Yülüks belejring af Sivas og faren for, at den mongolske hærfører Timur nærmer sig på det tidspunkt.

### Osmannisk overtagelse
I 1398 ønskede befolkningen i Sivas at være en del af Osmannerriget, hvilken fik Sultan Yıldırım Beyazıt d. I til at sende sin şehzade (kronprins) Süleyman Çelebi til Sivas med en hær på 24.000 soldater byen blev selvsamme år inkorporeret i Osmanerriget og dermed blev Sivas den administrative hovedsæde for Eyalet-i-Rum. Fokusset her var at opbygge en stat fra resterne af Seljukriget og samle de mange Anatoliske stammer. I foråret 1399 ankom sultanen selv til Sivas, for at udtrykke befolkningen, hans tilfredshed for Sivas' tiltræden i den osmanniske administration.
Knap et år efter, i 1400 oplevede byen den værste katastrofe nogensinde. Timur Lenk og hans kæmpe hær havde belejret byen. Da Timur fandt ud af at sultanen sendte sin hær mod Sivas, bekæmpede han dem i Kayseri-området, hvilket betød at Sivas nu var forsvarsløs. Efter 18 dage, blev byens forsvarer Malkoçoglu Mustafa Bey nødt til at overgive sig. Han leverede Sivas til Timur under forudsætning af, at ingen skulle lide. Timur holdt imidlertid ikke sit løfte og dræbte titusinder af mennesker, både børn, kvinder og ældre. Byen blev plyndret og smadret fuldstændig.
Efter Timur-katastrofen i 1400 blev administrationen af Sivas overtaget af Mezid Bey, svigersøn til Kadi Burhaneddin indtil 1408. I 1408 ankom Şehzade Çelebi Mehmet, sønnen af Sultan Bayezit fra Amasya, for at overtage Sivas fra Mezid Bey og bragte dermed byen tilbage til den osmanniske administration.
Sivas blev angrebet, denne gang af Akkoyunlu-hæren under kommando af Yusuf Mirza i 1472. Den daværende sultan Mehmet d. II (Fatih Sultan Mehmet) ankom til Sivas med en meget stor hær på 190.000 i 1473 for at besejre Akkoyunlu-hæren i Otlukbeli. Ved slaget blev Akkoyunlu-hærren fordrevet fra området og byerne Erzincan og Erzurum blev derefter erobret. Efter slaget ved Otlukbeli havde Sivas en fredelig periode i lang tid, da Sivas ikke længere var en grænse by.
På grund af, at Sivas befandt sig på krydset mellem vigtige veje, gik nogle osmanniske sultaner gennem byen på vej til de østlige fronter. Sultan I. Selim (Yavuz Sultan Selim) ankom til Sivas den 2. juli 1514 før slaget ved Çaldıran imod Safevideriget. Han efterlod en styrke på 40.000 fra sin hær i Sivas, og fortsatte selv med en styrke på 100.000.
Kanunî Sultan Süleyman passerede gennem Sivas på vej til den anden Iran-felttog den 8. august 1534 og 1548 på vej til Tabriz.
En anden osmannisk sultan, der passerede gennem Sivas i denne periode var Murat 4. Murat 4. tog til Sivas på vej til Jerevan i 1635 og forblev i byen i cirka en uge. Under sit ophold i Sivas udførte Murat 4. øvelser mellem de anatolske soldater og Rumeli-soldaterne for at udøve taktikken, der skal anvendes mod fjenden i Jerevan.
Mod det første kvartal af 1700-tallet blev Sivas en af de distrikter, der led af Celalî-opstanden. Celali-opstanden var en række oprør i Anatolien af uregelmæssige tropper under ledelse af banditschefer og provinsielle embedsmænd kendt som celalî, mod myndighederne af det osmanniske imperium i slutningen af 1600-tallet og tidligt til midten af 1700-tallet. Karayazıcı, en af Celalî-opstandens ledere, har afpresset befolkningen i Sivas til at betale ham skat i mange år. Problemerne fra Celali-opstanden, blev delvist løst efter at regeringsstyrkerne gik i offensiv mod Karayazıcı. Efter han ikke havde mere magt tilbage overtog hans bror, Deli Hasan magten og angreb Sivas og ransagede byen med omkring 30.000 soldater. Disse begivenheder førte til at Sivas mistede freden fra begyndelsen af 1700 tallet til begyndelsen af 1800. Dette resulterede i at befolkning og den økonomisk magt gradvist begyndte falde. I starten af 1800-tallet havde byen nu kun 15.000 indbyggere. Mod det første kvartal af dette århundrede begyndte befolkningen gradvist at vokse inden for rammerne af det tillidsmiljø, der blev etableret i landet. Fra 1834 nåede befolkningen i Sivas centrum næsten 20.000 med 3673 husstande og 40.000 i slutningen af det samme århundrede. (Webside ikke længere tilgængelig)
I 1867 blev provinsen Vilayet-i-Sivas etableret, med Sivas by som hovedstad og provinsen indeholdte udover sivas de store byer som Amasya, Tokat ve Şebinkarahisar. Efter den osmanniske-russiske krig 1877-78, blev ca. 10.000 kaukasiske immigranter anbragt til Sivas og de andre byer i provinsen, såsom Koçgiri (Zara), Koçhisar (Hafik), Tonus (Şarkışla) og Yenihan (Yıldızeli). Dermed blev indbyggertallet i Sivas 43.122 og samlede set blev hele provinsens indbyggertal 228.435.
I det 19. århundrede spillede Sivas en vigtig rolle i Osmannerrigets økonomiske udvikling. I midten af 1800-tallet begyndte handelen at genoplive i området; En del af distributionen af varer med udenlandsk oprindelse, der kom fra Iran og Syrien blev ført videre til andre anatolske provinser, fra Sivas. I dette århundrede fortsatte fremstilling af traditionelle knive, kobbergenstande, læderarbejde, stofvævning, tæpper og sokker.
Nye uddannelsesinstitutioner i europæisk stil blev oprettet inden for rammerne af den uddannelsesreform, der blev igangsat i hele landet i under sultan Mahmut 2. Spredningen af disse skoler til anatolske byer fandt kun sted i sidste kvartal af det 19. århundrede. I denne sammenhæng blev "iptidaî skoler" på primærniveau, "rüştiye" på sekundærniveau og "idadî" på højt niveau åbnet.
Halil Rıfat Pasha, der fungerede som guvernør i Sivas mellem 1882 og 1885, oprette nye offentlige arbejdspladser og udviklede en nyt vejnet i byen. Halil Rıfat Pasha er kendt for sin princip om at, "Det sted, du ikke kan gå, er ikke dit". Under hans tid som guvernør har, man bygget hundreder af kilometer af veje og broer
I slutningen af det 19. århundrede havde Sivas 49.000 indbyggere og lande som USA, Frankrig og England åbnede en konsulat i byen som forblev der indtil 1920.
I samme periode lancerede franske missionærer en fransk gymnasium, amerikanske missionærer en ungdomsskole kaldt American college og en sundhedsinstitution i byen.
Under 1. verdenskrig blev Sivas et ”samlingspunkt” for dem, der skulle på felttog fra de andre byer i provinsen. Der skulle fra Sivas sendes tropper til østfronten. Soldaterne blev udstyret i Sivas og blev ledsaget af officerer, overført til Erzurum til fods. Under krigen på den østlige front, især under krigen ved Sarıkamış, blev mange indbyggere fra Sivas martyr ved Allahu Akbar bjergene. Igen blev mange unge fra Sivas martyr i slaget ved Gallipoli.

Efter 1. verdenskrig blev Sivas dermed centrum for nye begivenheder, der nu skulle vise sig at være enden på et stort imperium

### Sivas under uafhængighedskrigen og Sivas kongressen 1918-1923
Da Istanbul, Osmannerrigets hovedstad var blevet besat af de allierede styrker og den sidste sultan Mehmet VI ikke havde kontrol over magten, valgte forskellige anatolske grupperinger at kæmpe imod de allierede styrker og overtage magttomrummet, således landet ikke ville komme under engelsk eller fransk mandat, ligesom det var tilfældet i Palæstina, Irak, Syrien, Egypten og de andre gamle Osmanniske territorier. Under Sèvres-traktaten fra 1920, skulle Sivas være under fransk styre, hvilket blev stoppet da befolkningen i de Sydtyrkiske byer, såsom Gaziantep, Osmaniye, og Kahramanmaras bekæmpede de franske styrker ud af byerne. Samtidig havde engelske tropper langsomt begyndt at overtage byerne Samsun og Trabzon i den nordlige Tyrkiet.
Efter våbenhvilen i Mudros efter 1. verdenskrig, der forberedte sammenbruddet af det osmanniske imperium, blev Sivas en af de anatolske byer, der ikke blev besat af de allierede styrker. Sivas spillede en vigtig rolle under uafhængighedskrigen, der startede med Atatürks ankomst til Samsun den 19. maj 1919. I en paragraf fra Amasya-cirkulæret, der blev offentliggjort den 22. juni 1919, blev der påpeget betydningen af Sivas i uafhængighedskrigen. I den, bliver det understreget at: "Sivas, som er det sikreste sted i Anatolien i enhver henseende og derfor er det bestemt, at den national kongres skal finde sted der". Der står desuden at Sivas er en "pålidelig by", hvilket skyldes utvivlsomt, at byen er omgivet af høje bjerge med få passager, og at befolkningen i Sivas ønsker at have en "kamp for uafhængighed" snarere end at være en fange. Mustafa Kemal indså endnu en gang, at Sivas var pålidelig i alle henseender, allerede den første dag han ankom til byen den 27. juni 1919. Her var befolkningen i Sivas klar til at tage imod Mustafa Kemal og hans delegation ved en entusiastisk velkomstceremoni. Han ankom endda til Sivas selvom guvernøren i Elazig Ali Galip, truede med at sende tropper til Sivas, for at få stoppet kongressen. Samtidig kom der masser af trusler fra den franske major, Bruno som sagde: ”Vi vil besætte byen, hvis kongressen mødes i Sivas”.

Sivas kongressen (Heyet-i Temiliye) er et af vendepunkterne i den tyrkiske historie. Grundlaget for et frit og uafhængigt republik, Tyrkiet blev vedtaget her med budskaberne: "Enten Uafhængighed! Eller Død!". Her blev det en gang for alle understreget, at den tyrkiske befolkning ikke ønsker at være under en mandat fra fremmede magter og være i fangenskabet. For at imødekomme de delegerede, der vil komme til Sivas for at deltage i kongressen og at imødekomme deres fødevarebehov, foretog befolkningen i Sivas en opdeling af opgaver. De forberedte Sivas gymnasiet som en kongresbygning. Sivas kongressen startede torsdag 4. september 1919, kl. 14.00 med åbningstalen fra Atatürk. I sin åbningstale opsummerede Mustafa Kemal landets nuværende situation og citerede følgende:
Mine herrer,
Jeg vil gerne bede om jeres tilladelse til at komme med nogle forklaringer på nogle spørgsmål, inden jeres æresudvalg indleder forhandlingerne. Som I ved, blev der den 30. oktober 1918 underskrevet en aftale med Ententemagterne om løfter baseret på nationaliteter (red: millet). Med denne aftale håbede vort nation, at den ville opnå en retfærdig fred. Imidlertid blev bestemmelserne i aftalen håndhævet dag for dag mod vort hjemland og nation. Derefter tog de kristne indbyggere, der bor i vort land mulighederne fra Ententemagterne og skaber en vis vanvid, der berører vort lands værdighed. De græske undertrykkere, der overtager mange hellige steder i det vestlige Anatolien, som burde beskyttes med henblik på islams ære, udførte grusomme ondskaber med forsømmelsen af Ententemagterne.
I østen begyndte armenierne forberedelser på en udvidelse op til Kızılırmak (red: Halysfloden) og begyndte allerede at massakrerer folk helt ved vort grænser. De prøver endda at realisere drømmen om en ny Pontus kongerige ved vores Sortehavskyst. Okkupationsstyrkerne, der ankom til Adana, Antep, Maraş og Konya, overtog også Antalya og omfattede Thrakien i besættelsesområderne. (...)
Mine herrer,
Vores nations folkelige og ærefulde mennesker, faldt ikke i fortvivlelse over den mørke der har lagt sig for vort land, fordi de ved, at historien aldrig kan benægte et lands eksistens og ret. Igen, med en stærk tro, tror de, at de domme og udtalelser der er fremsat over for vort land og nation, er en dom til landets konkurs.
Mine herrer,
I lyset af Ententemagternes uretfærdigheder og den centrale regerings hjælpeløshed, har vort nation været tvunget til at forsvare sin ære for voldtægt og bevise sin eksistens og uafhængighed. Som det vides, har vores grænseprovinser, der har lidet fra alle slags krige i østen og er blevet brutalt forfulgt af armenierne, etableret grupperinger som Müdafaa-i Hukuk-i Milliye for at redde deres ære og nationale uafhængighed. I vores Diyarbekir provins, der føler fare både fra øst og syd, er gruppen Müdafaa-i-Vatan oprettet (...)
Mine herrer,
Da overbevisningen om, at afhjælpningen af en national befrielse, kun ville være født fra egen ånd og fra os selv, inviterede de Øst Anatoliske provinser, som står over for åbne farer, til et møde ved Erzurum kongressen. I mellemtiden blev Sivas kongressen, der var rettet mod befrielsen af moderlandet i lyset af begivenhederne der fandt sted, bragt til realisering af jeres ærede udvalg, besluttet den 21. juni 1919. (...)
Mødet på Erzurum- og Sivas kongresserne, der repræsenterer den "nationale ånd", er en absolut tegn på fremgang og frelse, på et tidspunkt hvor nationalforsamlingen (red: regeringen i istanbul) ikke har været indkaldt endnu og har mistet sin magt til beslutningstagning og det at Istanbul-regeringen, der under belejring, alene træffer en illegitim beslutning, eller under hensynstagelse af alle muligheder, såsom at acceptere forslag fra besætterne, der ikke passer til vores nationale interesser. Mens jeg slutter af på mine ord, håber jeg, at vores udvalg, der er loyalt over for formålet med frigørelsen af landet og nationen, vil opnå en god succes med skaberens vilje (red: gud).
Efter åbningstalen begyndte diskussionen om dagsordenens punkter. Sivas-kongressen sluttede den 11. september 1919 med at afvise alle former for mandater og offentliggøre en 10-punkts erklæring om, at "den nationale vilje skal domineres for nationens integritet og stabilitet". Det var også på denne kongres, at Atatürks stilling som formand for den nationale modstands eksekutivkomité blev bekræftet. 

### Republikken æraen
Den 2. juli 1993 blev 37 deltagere i en kulturel og litterær festival for Alevitter dræbt, da en en terrorist satte ild til Madimak-hotellet i Sivas under en voldelig protest af omkring 15.000 medlemmer af forskellige radikale islamistiske grupper mod tilstedeværelsen af Aziz Nesin. Dødsfaldene resulterede i, at den tyrkiske regering tog en hårdere holdning til religiøs fanatisme, militant islam og antisekularisme. I slutningen af 2006 var der en kampagne af Pir Sultan Abdal Cultural Institute for at omdanne det tidligere hotel til et museum for at fejre tragedien, nu kendt som Sivas-massakren.

## Geografi
Det meste af Sivas-provinsen er beliggende i den Central Anatoliske Region. Provinsen strækker sig ud over det østlige Anatolien og Sortehavsområdet. En stor del af provinsens territorium kommer ind i Kızılırmak-området, mens resten er placeret i Yeşilırmak og Fırat bassinerne. Med et areal på 28.488 km2 er provinsen efter Konya provinsen Tyrkiets 2. største provins.
Provinsområdet begynder ved et højplateau i det indre anatolien og stiger mod øst; provinsen slutter i et robust og bjergrige område i både nord, øst og sydøst. Den gennemsnitlige højde er 1000 meter over havoverfladen. Provinsen omfatter både Köse-bjergene, som er en udvidelse af det nordlige Anatolske bjergkæde, Tecer-bjergene, der tilhører den nordlige del af Taurusbjerget, Incebel-bjerget, Ak-bjerget og Yama-bjerget. Uzunyayla- og Merakum-plateauet, Kızılırmak-floden, Kelkit og Çalti-dalen er vigtige geografiske placeringer. Provinsens største floder er Kizilirmak, Kelkit, Tizanli, Çalti og Tohma.
I henhold til byens geografiske placering, er Alucra og Şebinkarahisar i Giresun, Mesudiye i Ordu provinsen, Reşadiye, Almus, Tokat og Artova i Tokat provinsen placeret nord for byen. Derudover er Refahiye i Erzincan provinsen, Ilic og Kemaliye i Malatya provinsen placeret øst for Sivas. Syd for Sivas er Arap-kir, Argovan, Hekimhan og Darende fra Malatya provinsen, Elbistan og Afşin fra Kahramanmaraş provinsen, Sarız, Pınarbaşı og Sarıoğlan i Kayseri provinsen placeret. Vest for byen er Çayıralan og Akdağmadeni i Yozgat provinsen placeret

### Geologisk struktur
Sivas-provinsens område blev dannet i forskellige mange forskellige geologiske perioder. Der er fundet gamle masser fra den 1. geologiske periode (Palæogen) mellem Yıldızeli og Hafik. Det område, der blev dannet mellem Yıldızeli-Şarkışla i den 2. geologiske periode (Mesozoikum), udgør hovedtaget. Bjergene i provinsen blev tydelige under den 3. geologiske periode (Tærtier). Desuden er der I vandområdene i regionen Gemerek-Şarkışla er der fundet aflejringer dannet i den 4. geologiske periode (Kvartær).
Området ved Kelkit Dalen, der ligger nord for det provinsielle territorium, ligger i et jordskælvsområde, der er anslået til at være 1. grad. Den nordlige del af Zara-İmranlı-linjen ligger i jordskælvsområde 2. og 3. grad. Dermed udgør den sydlige del af provinsen de områder, hvor rystelser fra jordskælv er mere ufarlige. Sivas by, ligger ikke i den ufarlige del.
Den gennemsnitlige højde i Sivas-provinsen er over 1000 m.o.h. De dale, der strækker sig mellem bjergene, sletter dannet i grove og høje plateauer udgør de vigtigste landformer i Sivas. Det provinsielle område stiger, når man går mod øst. Gemerek, Şarkışla og Yıldızeli, der ligger i den vestlige del af provinsen, samt de mere centrale byer i provinsen såsom Kangal, er dækket med bjerge, der har mistet deres højde på grund af erosion og brede plateauer. Strømningshastigheden for overfladevandet er derved også lav, da højden gradvist falder ved de eroderede bjerge og plateauer. Derfor er dalene generelt heller ikke særlig dybe.
Byer der er placeret i den østlige-, nordlige og sydøst del af provinsen såsom Hafik, Zara, İmranlı, Koyulhisar, Suşehri, Gürün og Divriği, er meget mere stejle sammenlignet med den vestlige og midterste del af provinsen hvor hovedbyen Sivas er placeret. Her findes bjergkæder, der dækker store områder, dybe stejle og lange dale. Bortset fra kystsletterne langs Kızılırmak-dalen og Suşehri sletten og Divrigi-Palanga sletterne, er der ingen markante sletter i regionen. Da højden fra bjergene ned til dalbunden mod vest falder hurtigt, er erosionen meget tydeligt i denne del.
Plateauer danner den overvejende geologiske struktur af Sivas. 47,6% af provinsområdet er dækket af plateauer, 46,2% med bjerge og 6,2% med sletter.

### Klima
Sivas har en unik klima sammenlignet med de omkringliggende provinser. Det er en mikroklima klimazone i henhold til dens miljø. De vigtigste elementer, der leverer denne funktion er; Sivas er placeret højere end de omkringliggende provinser, der er åbent for nordvindene, det har en kuperet struktur, trykforskellen varierer i løbet af året, og provinserne ligger i forskellige geografiske regioner.
Selvom der er mindre forskelle mellem dem i Sivas, observeres et kontinentalt klima. I provinsen, hvor der er et kontinentalt klima kan man opleve mange forskellige klimaer. I de områder, der kommer ind i Yeşilırmak-bassinet, er det sortehavsklimaet der er dominerende. Det er desuden den øst-anatoliske klima, der dominerende i de dele, der kommer ind i Fırat-bassinet. I Sivas er vintrene kolde og generelt ret hårde, og der er masser af sne i vintermånederne, og provinsen er dækket med sne i 3-5 måneder. Somrene er varme og tørre, og foråret og efteråret er regnfulde. I den nordlige del af provinsen, i distrikterne Koyulhisar og Susehri, observeres en overgang fra landbundet til typisk sorthavsklima. I disse regioner er vejret varmt sammenlignet med det indre.
Sivas har et tør-sommerkontinentalt klima (Köppen klimaklassifikation: Dsb), med varme og tørre somre og kolde og snefulde vintre. Da Sivas er placeret 1.278 meter over havets overflade, bliver vintrene meget tidlige i forhold til andre steder i Tyrkiet. De tørreste måneder er juli og august, og de vådeste er april og maj. Normalt vil temperaturen i Sivas i en given måned derfor befinde sig i intervallet mellem den gennemsnitlige maksimale og minimale temperatur. I juli måned vil der f.eks. normalt være op til ca. 27 grader om dagen og ned til ca. 11 grader om natten. Samlet set falder der i gennemsnit 438 mm nedbør pr år.
Ifølge de observationer foretaget de seneste 50 år, har den koldeste måned, januar, været -34,6 grader. Den varmeste måned er juli med 38,3 grader, den gennemsnitlige månedlige nedbør er den højeste i maj måned, den laveste målte er august måned. Den højeste luftfugtighed var i 1992 med op til 80,0% i december; Den laveste luftfugtighed var i august med 55,2%. Det højeste tryk i samme år er 874,1 millibar i januar, det laveste tryk er 634 millibar i februar. Det gennemsnitlige tryk omkring Sivas er 653,2 millibar. Da Sivas er et lavtryks center i sommermånederne, er det især åbent for vinde fra norden.
I hele året blæser 19,3% af de vinde, der blæser i Sivas fra nordvest, 16,8% af tiden blæser vinden fra nordøst, og 18,1% fra nord, og de resterende retninger udgør den sidste del.

Forskellen i nedbør mellem den tørreste måned og den vådeste måned er 54 mm. De gennemsnitlige temperaturer varierer i løbet af året med 22.8 °C. Den varmeste måned i året er Juli, med en gennemsnitlig temperatur på 19.5 °C. I Januar, den gennemsnitlige temperatur er -3.3 °C. Det er den laveste gennemsnitlige temperatur hele året. Den gennemsnitlige årlige temperatur er 9.0 °C i Sivas. Det gennemsnitlige antal dage, temperaturen er under 0 °C, er i gennemsnit 132 dage om året, hvilket gør provinsen til den koldeste provins i den Central Anatoliske Region.

I Sivas, ses nedbøren i vinter-, forår- og efterårs perioderne. Somrene er generelt tørre. 22% af nedbøren i Sivas falder om efteråret, 36% om foråret, 32% om vinteren og samt de resterende 10% om sommeren. På grund af den lave temperatur om vinteren er nedbøren generelt i form af sne. Antallet af regnvejrsdage (inklusive snefald) er gennemsnitligt 105 dage om året. Hagl observeres også sidst på foråret og ved forsommeren. Det gennemsnitlige antal nedbørsdage med hagl er 4 dage om året. Antallet af snedækkede dage er gennemsnitligt 30 dage, og snetykkelsen er omkring gennemsnitligt omkring 20 cm hvert år.

Den tørreste måned er August, med 6 mm nedbør. Det meste nedbør falder i Maj, med et gennemsnit på 60 mm. Der falder cirka 424 mm nedbør årligt.

### Fauna og diversitet
Sivas burde være et naturligt skovområde med hensyn til klima- og landskabs egenskaber, men på grund af ødelæggelsen af skove, der har foregået i århundreder, optager skovområder omkring Sivas ikke meget plads i dag. Koyulhisar-regionen i provinsen er dækket med en rig fyrreskov. Ak-bjergene, der ligger inden for grænserne af Şarkışla-Yıldızeli området, er den vigtigste skovregion i den Central Anatoliske Region. Udover skovområder, som ikke optager et stort areal i provinsen, er den vigtigste vegetation steppe.
Om foråret, når det regner vokser der planter op, der kan blive op til 20-25 cm, såsom krokus, navruzblomsten (iris), valmue, røn. De planter lever ikke særlig længe på grund af de tørre somre, hvilket resulterer i at planterne visner og tørre ud. Der vokser også en del planter der er tørrebestandige såsom, astragel, kongelys, snerle, bingelurt, surkløver, lucerne, timian, bjergmynte og mange andre

Der er også en meget stor diversitet blandt træerne. De mest typiske træer man finder i provinsen er poppel, piletræ og grantræ

### Byen inddeling
Sivas er inddelt i 65 kvarterer (Mahalle). Disse kvarterer har hver deres egen områdeansvarlige (muhtar). Den største kvarter i byen er Şeyh Şamil med omkring 18.828 indbyggere (pr. 2017), mens den mindste er Danışment Gazi.
| År   | Kvater                 | Indbyggertal i det enkelte kvater |
| ---- | ---------------------- | --------------------------------- |
| 2017 | Şeyh Şamil Mah.        | 18.828                            |
| 2017 | Fatih Mah.             | 16.039                            |
| 2017 | Diriliş Mah.           | 14.748                            |
| 2017 | Yenişehir Mah.         | 14.203                            |
| 2017 | Alibaba Mah.           | 13.833                            |
| 2017 | Mehmet Akif Ersoy Mah. | 12.328                            |
| 2017 | Huzur Mah.             | 11.444                            |
| 2017 | Emek Mah.              | 10.816                            |
| 2017 | Mevlana Mah.           | 10.107                            |
| 2017 | Yenidoğan Mah.         | 9.612                             |
| 2017 | Selçuklu Mah.          | 8.776                             |
| 2017 | Kılavuz Mah.           | 7.869                             |
| 2017 | Akdeğirmen Mah.        | 7.845                             |
| 2017 | Kümbet Mah.            | 7.721                             |
| 2017 | Mimar Sinan Mah.       | 7.409                             |
| 2017 | Esentepe Mah.          | 7.391                             |
| 2017 | Yeni Mah.              | 7.262                             |
| 2017 | Dörteylül Mah.         | 7.239                             |
| 2017 | Yunusemre Mah.         | 6.889                             |
| 2017 | Yüceyurt Mah.          | 6.855                             |
| 2017 | İstiklal Mah.          | 6.472                             |
| 2017 | Altuntabak Mah.        | 5.710                             |
| 2017 | Kardeşler Mah.         | 5.692                             |
| 2017 | Ahmet Turangazi Mah.   | 5.516                             |
| 2017 | Tuzlugöl Mah.          | 5.419                             |
| 2017 | Örtülüpınar Mah.       | 4.632                             |
| 2017 | Ece Mah.               | 4.626                             |
| 2017 | Eğriköprü Mah.         | 4.569                             |
| 2017 | İnönü Mah.             | 4.529                             |
| 2017 | Aydoğan Mah.           | 4.370                             |
| 2017 | Demircilerardı Mah.    | 4.337                             |
| 2017 | Mehmetpaşa Mah.        | 4.264                             |
| 2017 | Seyrantepe Mah.        | 4.127                             |
| 2017 | Kadı Burhanettin Mah.  | 3.945                             |
| 2017 | Karşıyaka Mah.         | 3.811                             |
| 2017 | Gökçebostan Mah.       | 3.792                             |
| 2017 | Çayyurt Mah.           | 3.764                             |
| 2017 | Pulur Mah.             | 3.531                             |
| 2017 | Kaleardı Mah.          | 3.156                             |
| 2017 | Çiçekli Mah.           | 3.027                             |
| 2017 | Abdulvahabigazi Mah.   | 2.984                             |
| 2017 | Halil Rıfatpaşa Mah.   | 2.913                             |
| 2017 | Sularbaşı Mah.         | 2.864                             |
| 2017 | Gülyurt Mah.           | 2.756                             |
| 2017 | Ferhatbostan Mah.      | 2.732                             |
| 2017 | Gültepe Mah.           | 2.497                             |
| 2017 | Mısmılırmak Mah.       | 2.460                             |
| 2017 | Orhangazi Mah.         | 2.412                             |
| 2017 | Üçlerbey Mah.          | 2.385                             |
| 2017 | Bahtiyarbostan Mah.    | 2.369                             |
| 2017 | Kızılırmak Mah.        | 2.315                             |
| 2017 | Yeşilyurt Mah.         | 2.238                             |
| 2017 | Küçükminare Mah.       | 2.203                             |
| 2017 | Cami-İ Kebir Mah.      | 2.087                             |
| 2017 | Yiğitler Mah.          | 1.921                             |
| 2017 | Paşabey Mah.           | 1.905                             |
| 2017 | Yahyabey Mah.          | 1.766                             |
| 2017 | Çarşıbaşı Mah.         | 1.616                             |
| 2017 | Dedebalı Mah.          | 1.288                             |
| 2017 | Fevziçakmak Mah.       | 1.126                             |
| 2017 | Gökmedrese Mah.        | 976                               |
| 2017 | Esenyurt Mah.          | 870                               |
| 2017 | Uzuntepe Mah.          | 849                               |
| 2017 | Şehitömeryıldırım Mah. | 725                               |
| 2017 | Çayboyu Mah.           | 580                               |
| 2017 | Eskikale Mah.          | 442                               |
| 2017 | Fatih Mah.             | 293                               |
| 2017 | Danişmentgazi Mah.     | 252                               |

## Demografi
Her under kan man se Sivas' indbygger tal mellem 2007-2017
| År           | 1927    | 2007    | 2008    | 2009    | 2010    | 2011    | 2012    | 2013    | 2014    | 2015    | 2016    | 2017    |
| Indbyggertal | 329.551 | 335.002 | 329.011 | 338.728 | 354.913 | 345.762 | 346.629 | 348.623 | 351.431 | 359.219 | 365.135 | 372.300 |
| ------------ | ------- | ------- | ------- | ------- | ------- | ------- | ------- | ------- | ------- | ------- | ------- | ------- |
| Mænd         | -       | 168.957 | 164.855 | 171.092 | 184.353 | 173.035 | 173.165 | 173.665 | 173.966 | 177.815 | 180.716 | 185.924 |
| Kvinder      | -       | 166.045 | 164.156 | 167.636 | 170.560 | 172.727 | 173.464 | 174.958 | 177.465 | 181.404 | 184.419 | 186.376 |

## Økonomi
Historisk var Sivas kendt for at producere korn. Fra 1913 producerede Sivas 79.000 tons korn, hvilket gør det til en stor og vellykket industri. Sivas havde også frugtplantager, der eksporterede varer til Istanbul. Alfalfa og kobber blev også produceret i området. Silkeavl blev også set i Sivas før 1914.
Landbrugs- og industrisektoren er for det første der har haft sin effekt i byens økonomi. Sektorerne følges derefter af handelstransport- og kommunikationssektoren. Især jern- og stålindustrien baseret på lokomotiv sektor er meget vigtig for byens industrielle område. Derudover er der Kangal Termiske kraftværk, som er en af de vigtigste energiressourceområder i Tyrkiet og helt klart også i Sivas. Derudover er der Sızır vandkraftværket lidt udenfor byen i subprovinsen Gemerek. I provinsen finder man også Tyrkiets største brunkulsminer.

### Landbrug
Sivas er primært en landbrugsby. I landbrugsproduktionen er hvede, byg, bønner, linser, rug, fuglefrø, kartoffel og sukkerroer de produkter, der får den største andel i regionens produktion. Sivas har en betydelig andel af antallet af får, kvæg, kvæg og biavl. Med hensyn til areal, er Sivas provinsen den næststørste i Tyrkiet, men alligevel er ca. 97% af alt det dyrkbare landbrugsjord ikke udviklet nok. Områderne der er afsat til planteproduktion nærmer sig en million hektar.
Korn, bælgfrugter og industriafgrøder findes hovedsageligt i landbrugsprodukter. Kornet kommer først. Mængden af landbrugsafgrøde varierer hvert år afhængigt af sæsonbetingelserne.

### Husdyrhold
Sivas er stort set dækket af plateauer som er meget velegnet til husdyrhold. Der er rigtig mange enge og græsarealer. Sivas har et af Tyrkiets største landbrug og husdyrhold. Der er flest får, kvæg, geder og fjerkræ. I provinsens mange floder og især i Gökpinarsøen er der etableret fiskeproduktion i ørredbedrifterne. De verdensberømte Kangal-hunde bliver også avlet i Sivas i storemængder. De bliver især brugt som politihunde i Tyrkiet, men generelt også som kæledyr. Derudover er biavl i Sivas også meget veludviklet.

### Skovbrug
Skovområdet i Sivas-provinsen er meget få sammenlignet med området. Hele 11% af den provinsen er dækket af skove, 200 tusind hektar er skove og 100 tusinde hektar er heder. Om året produceres. 50.000 kubikmeter naturligt træ til industriel brug og 30 tusind kubikmeter træ til at brænde. I skovene er der for det meste nåletræer, calabrisk fyr, enebærtræer og egetræskove. Skove i provinserne Susehri og Koyulhisar er kendt for deres træer der aldrig fælder bladene, selvom vinteren kan være hård. På trods af den hurtige plantning i Sivas er den både utilstrækkelig og forsømt. 

### Minedrift
Hele provinsen er rig på mineraler. Jern, kul, bly, krom, kobber, salt, sølv, asbest, mangan, nikkel, balite og marmor udvindes i provinsen. I byen Divrigi i Sivas-provinsen opnås næsten 1500 tons jern pr. år. Derudover findes der olie, som ikke udvindes endnu. Man har også fundet enorme mængder gipsaflejringer nær som langsomt udvindes

### Industri
I byen er der små industriområder og organiserede industriområder som kan betragtes som industriens infrastruktur. Byen er kendt for jernbaneindustrien. Tyrkiet Jernbane Maskiner Industri Inc. (TÜDEMSAŞ) blev sat i drift under navnet "Sivas Cer Atelyesi" i 1939 med det formål at reparere damplokomotiver og godsvogne, som TCDD (Tyrkiske statsbaner) bruger. Afstøbningen af motorblokke tilhørende den første tyrkiske bil Devrim blev lavet af TÜDEMSAS's tekniske personale. Med et samlet areal på 418.000 m2, et lukket areal på 100.000 m2 og et personale på ca. 1500 specialister, er TUDEMSAŞ, en af de største industrielle virksomheder i Mellemøsten og i Balkan-området, samtidig med at den opfylder behovene i den nationale jernbanesektor og arbejder også med at eksportere godsvogne og reservedele til udlandet. Selvom de små industrielle områder stadig bruges, er man ved at samle industrien i større områder. Byen har en kæmpe industriområde indtil videre, nemlig 1.OSB. Nogle af de største industrielle virksomheder er: TÜDEMSAŞ (Türkiye Demiryolu Makinaları Sanâyii A.Ş.), Sivas Çimento Sanâyii A.Ş., Beton Travers Fabrikası, Sivas Demir Çelik Fabrikası, Et ve Balık Kombinası Müdürlüğü, Süt Endüstrisi Kurumu, Askerî Dikimevi, SİDAŞ (Sivas Dokuma Sanâyi A.Ş.), kiremit ve tuğla fabrikaları, yem ve un fabrikaları, amyant üreten Asbest Fabrikası, Ceylân Çivi Fabrikası, Döksat Döküm Fabrikası (Su borusu ve yapı malzemesi), Eksantrik Sanâyi ve Ticâret A.Ş. (Otomativ yedek parçaları), Mobilya Fabrikası, Pamuk İpliği Fabrikası ve halı dokuma atelyeleri.
Der er planer om at opføre en anden større industri område kaldt 2.OSB, der efter planen vil skaffe 40.000 nye arbejdspladser i byen og gøre byen til en rigtig industriby

## Infrastruktur

### Trafik
Placering af Sivas, lige i midten af Tyrkiet, gør byen til en meget vigtig punkt. Da Sivas er ligger i lige midt i mellem mange større byer, bliver byen en knudepunkt for trafikken og især togtrafikken. Sivas afgrænser 7 provinser som alle har en vigtig forbindelse til byen. Sivas er beliggende ved en pasning mellem mange byer i Central- og Østantatolien og byer ved Sortehavet og Sydøstasien. Jernbanerne blev udviklet i løbet af 1930'erne og senere blev vejforbindelserne forbedret, hvilket gjorde Sivas en knudepunkt inden for transportnettet. Jernbanen bruges til godstransport, mens motortrafikvejen foretrækkes til rejser til andre byer og resten af Tyrkiet. I de senere år har flyrejser givet byen yderligere økonomisk livlighed. Istanbul - Sivas er 893 km og Ankara - Sivas er 443 km. Derimod ligger Busterminalen i byens centrum, og den vigtigste transportform er de offentlige busser

#### Biltrafik
Der er ingen motorveje i Sivas endnu, men E88 går gennem byen. E88 er en vigtig rute for bilister, der kommer fra Østtyrkiet, Iran, Azerbajdsjan og Geogien, da E88, også går igennem Ankara og leder direkte bilisterne til Istanbul og videre til Europa. Derudover er der ruterne D260 mod Kayseri og D850 mod det nordlige- og sydlige Tyrkiet. Man har desuden planer om at anlægge en ny rute nord for byen og dermed have to hovedveje, fra den ene side af byen til den anden. I de følgende år har biltrafikken udviklet sig drastisk i Sivas og byen har svært ved at klare de mange biler. I myldretid er der kaotiske tilstande i den centrale del af byen og indtil 2018, var der ingen alternative ruter end at køre ind i centrum for at komme til enhver retning af byen. I 2018 indviede borgmester Sami Aydin sin store tunnelprojekt, der således har gjort at byen nu har en ringrute, nord for centrum. Denne rute har lette rigtig meget af trafikken i den indre del af byen. Nu behøver man ikke at køre ind til centrum for så at køre videre til sin destination. Der er dog også mange andre projekter, der er færdiggjort. Selvsamme borgmester har haft infrastrukturen og biltrafikken højt på dagsordenen. Siden 2015 er der bygget flere smutveje, nedsænkninger af veje og flere to- og tre sporede veje er kommet til. Der er blevet bygget 3 nye broer til den sydlige del af byen, så byen og universitet nu er endnu tættere. Bybussernes samlingsområde er også rykket ud af byen, hvilket har givet mange nye parkeringspladser 
I Sivas er der også parkeringsproblemer, for der har tidligere end 2016 ikke været en lov, om at man skulle inddrage parkeringspladser ved nybyggerier. Siden er der bygget mange nye parkeringskældre- og pladser, og mange flere er under projektering. Man flyttede fx også alle rent-a-car firmaerne ud af byen, så de mange lejebiler, der var inde i byen, nu er placeret udenfor byen. Mange veje er gjort ensrettede og store køretøjer begrænses i midtbyen. Der er brugt mange midler og taget mange tiltag, som har lettet trafikken, og der er masser af projekter på vej

#### Togtrafik
I 1856 under Det Osmanniske Rige begyndte man for første gang at anlægge jernbaner mod Europa og senere mod mellemøsten, men de jernbaneruter skulle ikke gå igennem Sivas. Man havde allerede planer om at udvide jernbanenettet imod Kars, men på grund af økonomiske vanskeligheder, blev det udskudt. Samtidig startede 1. verdenskrig, hvilket resulterede i en besættelse fra verdensmagterne. Efter republikkens proklamation i 1923, skulle man for alvor i gang med alt det der var blevet udsat. Jernbanepolitik, der sigter mod at væve landet med jernbane, har været en af de vigtigste søjler i den nationale marked samlingsproces. Bestræbelserne, der startede med reparation af eksisterende linjer, der blev ødelagt under krigen skulle i gang, og betjeningen af jernbanerne, om end med lav kapacitet, er bestemt mod etablering af et netværk, der forbinder landets vigtigste bosættelser og produktions- og forbrugscentre.
I 1926 startede man med at anlægge den første jernbanerute til Sivas fra Kayseri. Den blev færdig færdigbygget i 1930 og har været i drift siden. I 1929 påbegyndte man arbejdet med at bygge ruten fra Sivas til Samsun og den blev indviet for trafik i 1931, med Mustafa Kemal som indviede den, og de efterfølgende år indtil 2. verdenskrig, udbyggede man jernbanenettet til det østlige Tyrkiet, mod Erzincan, Erzurum og Kars, som derefter fortsatte til Armenien og en anden rute mod Malatya, Elaziz og Van også til Iran. På den måde blev Sivas en centrum for hele 4 vigtige togruter.
I Tyrkiet er man påbegyndt en moderniseringsproces på alle jernbane ruter, der bliver elektrificeret. I 2020 er man færdig med moderniseringen af alle togruter med den sidste del til Samsun, mens man er påbegyndt en direkte højhastighedsrute til Ankara mod vest og Erzincan mon Øst. Planerne er at genoplive Silkevejen og dermed oprette en direkte togrute fra Kina, Centralasien, Azerbajdsjan, Georgien, Tyrkiet og helt frem til Storbritannien. Således bliver Sivas en ny central hub for godstrafik og andet togtrafik. Fra Sivas har man desuden togruter til de andre subprovinser. Her kører der en tog i timen mod Divriği. Der er altså direkte togforbindelser dagligt fra Ankara til Sivas, der varer 10 timer. Der er liggevogne; nogle tog har en buffet. Hovedstoppet langs ruten er Kayseri. Afhængig af ugedagen fortsætter disse tog også mod øst:
- via Malatya og Elazig til Tatvan (Vangölü Express) med dolmus forbindelser til Van;

- via Malatya til Diyarbakir og Kurtalan (Guney Kurtalan Express);

- via Erzurum til Kars (Dogu Express)

Jernbanetransporten, har altså været meget aktiv i byen siden 1930, og har spillet en vigtig rolle i transport af både fragt og passagerer. Hver dag er der daglige eksprestogstjenester og især er Dogu Eksperessi mod Kars en meget populær turistmagnet på grund af den sceniske natur og landskab, der forekommer, især om vinteren.
Fra 2020 af, vil man kunne tage højhastighedstog fra Sivas til Ankara, Istanbul, Konya og Izmir, hvilket vil gøre togtransport i Sivas og generelt i hele Tyrkiet, endnu mere populær end den er. Det vil tage omkring 2 timer at komme til Ankara og 5 timer til Istanbul.
Passagerer der ankommer til Sivas vil hovedsageligt benytte Sivas Gar (togstation), som blev færdigbygget i 1934

#### Flytrafik
Civil flytrafik er en ny ting i Sivas, da man åbnede lufthavnen for flytrafik i 1957 var det kun til militær formål. I 1990 byggede man en terminalbygning på 2.217 kvadratmeter (23.860 sq ft) for at begynde at betjene den civile flytrafik. Sivas Nuri Demirag Lufthavn lukkede lufttrafik med kabinets afgørelse den 31. januar 2002 og indledte lufttrafik med kabinets afgørelse den 17. oktober 2003. Lufthavnen blev lukket igen for flytrafik den 15. april 2006 som følge af reparation af landingsbanen. Efter specialbelysning og asfaltarbejde afsluttet, er landingsbanen den næststørste landingsbane i Tyrkiet med en længde på 3.811m og bredde på 45 meter. Den nye terminalbygning blev åbnet til brug den 18. december 2010 med en årlig kapacitet på 3 millioner passagerer. Den oprindelige terminalbygning opfylder normerne for dagens lufthavn blev bygget som en arkitektur med et moderne anlæg. Således behøver man ikke at tage til nabobyerne for at flyve. Der er daglige ruter til Istanbul, Ankara og Izmir og om sommeren er der forskellige ruter til andre dele af Tyrkiet og et par byer i Europa. Fra byens centrum er der 23 km til lufthavnen.

#### Kollektivtrafik
Sivas bliver betjent af Özel Halk Otobüsü, som har 25 buslinjer, der forbinder centrum med de mange distrikter i byen. Busserne er en meget vigtig transportform i Sivas, da mange tusinder unge skal transportere fra byen, til universitetet hver dag. Der er også mange der skal transporteres til 1. OSB, hvilket også er en vigtig rute. Busserne kører med jævne mellemrum og man finder busser der kører hver 5. minut.
Således ser busruterne ud:
| 1-A | KÜMBET - ŞİRİNEVLER                     |
| 1-B | ŞİRİNEVLER - KÜMBET                     |
| 1-D | ŞİRİNEVLER - TUZLUGÖL/YUMURTATEPE       |
| 2-A | KARŞIYAKA - ESENYURT                    |
| 2-B | ESENYURT - KARŞIYAKA                    |
| 2-C | KARŞIYAKA - KARŞIYAKA                   |
| 2-D | ESENYURT - ESENYURT                     |
| 3-A | POLİS LOJ.ET BALIK - BÖLGE TRAFİK       |
| 4-A | AYDOĞAN - FATİH                         |
| 4-B | CUMARTESİ - AYDOĞAN                     |
| 4-C | CUMARTESİ PAZARI - BÜLBÜLLER/TUZLUGÖL   |
| 4-D | ÇİÇEKLİ - ESENTEPE                      |
| 4-E | TİCARET LİSESİ - ESENTEPE               |
| 5-A | YİĞİTLER - KILAVUZ                      |
| 5-B | GÜLYURT - KILAVUZ                       |
| 5-C | YİĞİTLER - BAĞDAT CAD.                  |
| 5-D | GÜLYURT - BAĞDAT CAD.                   |
| 6-B | ATA SANAYİ - EMNİYET                    |
| 6-C | NUMUNE - YEŞİLYURT - TOKİ               |
| 7-A | ALİBABA - MEVLANA                       |
| 7-B | MEVLANA - ALİBABA                       |
| 7-C | ALİBABA - ÇAYBOYU                       |
| 8-A | İSTASYON - GÜLTEPE(OKULLAR BÖLGESİ)     |
| 8-B | TOPTANCILAR - 4 EYLÜL SAN.SİT-GALERİCİL |
| 9-A | ORGANİZE SANAYİ - UZUNTEPE              |

#### Letbane
Der har været planer om at anlægge en Letbane i Sivas, men man er ikke kommet længere med projektet endnu.

## Kultur
Sivas har været hjemsted for mange civilisationer siden byens grundlæggelse. Det er en by, der er kendt for videnskab, lore, kultur og kunst. Det har altid været på toppen af kultur og kunst på grund af det faktum, at byen har fungeret som hovedstad i Seljuk-perioden, og det blev et provins center i den osmanniske periode. At have et stort provinsareal i den anatolske geografi før og efter republikken og det faktum, at de fleste af de omkringliggende provinser omkring Sivas, var en sanjak tilknyttet Sivas. Det har gjort Sivas til en vigtig by med hensyn til administration og militær, men også centrum for kultur og kunst. Som sådan er Sivas en stor kulturby og folkesangenes hovedstad. Sivas er placeret lige i centrum af Anatolien. Det vil sige at byen er krydset mellem migrationsveje og silkevejen, der forbinder det nordlige Anatolien mod syd, og øst mod vest. Byen, der gennem tiden har fået en stor indvandring gennem historien og især efter den sidste russisk-tyrkiske krig. Derefter var der en stor indvandring efter 1. verdenskrig og uafhængighedskrigen. Som resultat af denne blanding blev klassiske musikstykker med høj musikalsk kvalitet og kunstnerisk værdi født i Sivas
Sivas er rig på kultur. Når man taler om Sivas, kan man ikke lade være med at tale om de rene uld tætte tæpper, sengetøj og vægbeklædning lavet af en særlig stof kaldet "tuluce". Derudover er der håndstrikkede sokker, træskårne cigaretholdere, kamme, knivskiver og knive, kobbervarer og sølv smykker.

### Sproget
Dialekterne i Sivas og dets region er inkluderet i dialekterne i den vestlige gruppe inden for de tyrkiske dialekter. Som en undergruppe blev Sivas (undtagen Gemerek og Şarkışla) placeret i den 6. orale gruppe sammen med Ladik (Samsun), Amasya, Tokat, Şebinkarahisar, Alucra (Giresun), Mesudiye (Ordu), Malatya centrum, Hekimhan, Arapkir. Gemerek og Şarkışlas dialekter er placeret i 8. orale gruppe sammen med Ankara, Haymana, Bala, Şereflikoçhisar, Çubuk, Kalecik, Kırıkkale, Keskin, Kızılırmak (Çankırı), Çorum center og de sydlige distrikter, Yozgat, Kırşehir, Nevşehir, Niğde og Kayseri 

### Musik
Sivas er i Tyrkiet kendt som musikkens by. Byen indeholder mange historiske musikværker, der hører til både Seljuk- og Osmanniske perioder. Sivas er kendt for sine barde og aşık. Sivas er første by, man tænker på folkemusik, da folkemusik med især trommer, Tembúr og baglama/saz og meget velkendt i Sivas. Selvfølgelig skal en af de vigtigste folkesangere fra Sivas, faderen og grundlæggeren af den tyrkiske folkemusik, musikologen Muzaffer Sarısözen nævnes. Ankara radios velkendte tembúrkunstner og komponist Ömer Altuğ, Kazancılarlı Hafiz Halid, Feryadi Hafız Hakkı, Zaralı Halil og Divrikli Nuri Üstünses er nogle af de mange kunstnere i den periode, hvor grammofoner og stenplader begyndte at blive velkendt. Derefter kan der nævnes Selahattin Erorhan, Ömer Şan, Kubilay Dökmetaş, Ahmet Turan Şan.

Sivas er også uomtvistelig i aşık- traditionen og musikken. I 1931 blev den første aşık-festival afholdt for første gang i Tyrkiet, hvilket resulterede i at mange aşık fra Sivas blev identificeret og især to velkendte . En af dem er Âşık Süleyman fra Kangal. Den anden er Âşık Veysel, der kom ind i tyrkisk litteratur historie. Han er en stor offentlig digter, der fortolker sine værker med sin unikke instrumentteknik og præsenterer en enkel og harmonisk melodi med kontemplation og filosofisk tanke i hvert eneste ord. Hans mest berømte sang: ”Uzun ince bir yoldayim” og er én af Tyrkiets mest berømte folkesange:
"Jeg går på den lange, smalle vej
Jeg går dag og nat
Jeg ved ikke, hvad jeg føler
Jeg går dag og nat.

Jeg kom til verden og vandrede på samme tid
Går til mit bestemmelsessted med de to døre
Jeg går dag og nat

Selv i søvne går jeg
Prøver at finde en grund til at blive
Jeg ser alle dem, som er gået
Jeg går dag og nat.

Niogfyrre år har jeg gået på denne vej
På sletter bjerge og ørkener
Jeg er i landflygtighed
Jeg går dag og nat.

Veysel er fuld af undren
Snart grædende og snart smilende
Når han til sit bestemmelsessted
Jeg går dag og nat"

Âşık Veysels klassiske holdning og høje musikalitet tiltrak rigtig meget opmærksomhed. I 1930'erne blev folkesangen Mamaşli Zeyneb ført ind i repertoiret af mange kunstnere, især Münir Nurettin, Hafız Burhan og Hafız Ahmet Bey. Det er også værd at nævne Âşık Osman fra Sivas, Şarkışlalı Âşık Mahmut (spillede violin), Zaralı Aşık Hasan Turan, Aşık İzzetî, Müslüm Sümbül, Mahmut Erdal, Muhlis Akarsu, Ali Kızıltuğ og Âşık Ali Sultan. Hvad angår folkesange fra Sivas, består det meste af TRT-repertoiret af folkesange fra Sivas.
Folkesangens rigdom i Sivas, kommer til udtryk ved kvaliteten i poesi strukturen og skønheden af lyrikken i melodierne manifesteres øjeblikkeligt. Sivas halay (folkedans) er et af de smukkeste og mest indviklede værker i det tyrkiske folkemusik repertoire

### Sport
Sivas er en by, der er kendt for deres olympiske mestre og et tophold i den tyrkiske liga. Gennem tiderne har Sivas haft masser af professionelle atleter fra forskellige kampsport såsom judo, karate, boks, Taekwondo og Kick boks. 

#### Fodbold
Fodbold er den mest populære sport i byen. I de ældre distrikter over byens centrum spiller børn ofte bolde i de smalle gader. Byens fodboldklub er Sivasspor, som spiller sine kampe på Sivas 4 Eylül Stadionen. Klubben spillede i Süper Lig mellem 2005 og 2016. Efter et år i TFF 1. Lig, rykkede de op igen året efter. Byen fik en ny stadion i 2016, med 27532 tilskuerpladser. Samtidig spiller Sivas Belediye Spor i TFF 2. Lig og er byens anden store fodboldhold.

##### Sivasspor
Sivasspor blev grundlagt den 9. maj 1967 i Sivas. Klubben spiller i den bedste Tyrkiske fodboldliga Süper Lig. Bortset fra fodbold opererer klubben også inden for e-sport, bordtennis, judo, billard og spyd.
Der er 2 fangrupper i Sivasspor-tribunerne. Navnene på disse grupper er Çılgınlar 58 og Yiğido Gençlik. Det mest berømte slogan er "Beyaz Kırmızı Anadolu Yıldızı'" (Rød hvid Anatoliens stjerne). Fansene jubler på deres tribuner i det 58. minut af hver kamp.
Siden oprettelsen af Sivasspor har de konkurreret med Kayserispor. Den første kamp mellem de to klubber blev kendt som Kayseri stadion-katastrofen i 1967, hvor 40 mennesker døde. Efter denne hændelse blev de to hold straffet og de kunne ikke være i den samme liga i 5 år. Denne interne rivalskab fortsætter stadig den dag i dag i mere venskabelige rammer.
Sivasspors bedste resultat i er 2. pladsen i den Tyrkiske liga i 2009 og semifinalen i den Tyrkiske cup, Ziraat Türkiye Kupasi i 2009, 2013 og 2015. Derudover har de flere titler i de lavere rækker. Da Sivas er kendt for at grundprincipperne for den moderne Tyrkiske Republik, blev vedtaget i byen, afholdes hvert år Cumhuriyet kupasi (Republik kuppen), en lille turnering i byen, hvor 4 hold fra Tyrkiet eller andre steder i verden inviteres. Her har Sivas naturligvis også mange titler
Sivasspor har også sin egen fanshop i byen i Sivasspor Store ved Republikpladsen og Sivas Prime Mall shoppingcentret. Der sælges mange forskellige produkter fra Sivasspors originale og licenserede trøjer, tørklæde, tørklæde, baret, sweatshirt, jakke, skjorte og ornamenter. Derudover sælges nogle originale og licenserede produkter fra Sivasspor i E-Yiğido internetbutik.

##### Sivas Belediyespor
Sivas Belediyespor, tidligere også kendt som Sivas Dört Eylül Belediyespor, er en sportsklub beliggende i Sivas. Klubben blev grundlagt i 1995 i Sivas. Klubben opererer professionelt i fodbold-, volleyball- og håndbold. Der er desuden også cykling, Sayokan, rafting og kung-Fu. Sivas Dört Eylül Belediyespor, der steg til TFF 2. lig i den tredjebedste tyrkiske fodboldliga juni 2015. Derefter skiftede klubben navn tilbage til Sivas Belediyespor og besluttede at være grøn og hvid i sine farver. De spiller til dagligt på Muhsin Yazıcıoğlu stadionet. 

#### Volleyball
Sivas Belediyespor er den mandlige volleyboldhold i Sivas. Sivas Belediyespor Mænds Volleyballhold spiller deres kampe på Dört Eylüls Sportshal og spiller i dag i Türkiye Erkekler Voleybol İkinci Ligi (anden division).

#### Brydning
Sivas er kendt for brydning, da der er mange kendte brydere fra byen. Blandt andet kan nævnes Taha Akgül, som har vundet flere guldmedaljer, heriblandt ved olympiaden og ved VM og EM. Der afholdes mange brydnings konkurrencer i Sivas, for alle i forskellige aldre.
Derudover er klatring, vandring og svømning et par af de mange populære sportsgrene i området. Vintersport såsom ski og snowboarding er også ret populært.

## Attraktioner og Seværdigheder
Sivas har et rigt kultur og historie og byen er fyldt op med historiske områder og seværdigheder. Byens mest ikoniske sted er Cumhuriyet meydanı, der indeholder seværdigheder fra Seltjuk sultanatet, Osmanerriget og det moderne Tyrkiske Republik. Udover det har byen mange seværdigheder fra den byzantinske era, fra de mange tyrkiske dynastier og ikke mindst fra de uciviliserede tider.
Sivas er et vigtigt center for arkitektur fra Seljuk-æraen fra det 13. århundrede. Sivas har mange smukke seværdigheder, inklusive historiske teologiske skoler: Gök Medrese fra 1271 (som skiller sig ud med sine turkise fliser), Şifaiye Medrese fra 1218, og Çifte Minareli Medrese fra 1271 Disse strukturer skiller sig ud med deres storslåede porte. Et andet vigtigt punkt med historisk interesse er byens ældste moske, Ulu Camii, der blev bygget i 1196 og er et smukt eksempel på slående enkelhed med hensyn til design og dens unikke skrå minaret.
Med hensyn til osmannisk indflydelse blev Kurşunlu Hamam færdigbygget i 1576 og er byens største hamam med klassiske detaljer fra den osmanniske æstetik. Behrampaşa Han (caravanserai) er også en vigtig struktur, der repræsenterer den osmanniske indflydelse i Sivas og blev færdigbygget i 1573, med smukke løvemotiver rundt om vinduerne.
Byen huser også mange museer, inklusive Sivas Atatürk ve kongre müzesi, hvor den osmanniske arv fra Sivas såvel som historien om Sivas kongressen er udforsket. Guvernørens palæ er også værd at se og ligger i byens centrum, Republikpladsen. På Republikpladsen, finder du mange gågader fx Sirer Caddesi eller forskelige stræder, der er fyldt med cafeer og restauranter fx Kongre Sokağı. Derudover er der de 3 store shoppinggader som İstasyon Caddesi/İnönü Bulvarı, Atatürk Bulvarı og Hikmet Işık Caddesi. I 2016 åbnede byen første indkøbscenter Primemall AVM
Sivas har også nogle meget flotte naturområder, hvilket er nogle er byens vigtigste samlingspunkter. Byen har rigtig mange parker og en kæmpe skovområde. Nogle af de mest kendte parker er blandt andet Paşabahce parken og Karsiyaka parken. Kızılırmak floden går også igennem byen og deler blandt andet Cumhuriyet universitetet og byen. Inde i byen går den gamle Mısmıl ırmak, i dag bedre kendt som Aksu, der er kendt som byens grønne/blå korridor. Syd for byen ligger Kardeşler skoven, en kæmpeskovområde på en bakketop. Området har især en flot udsigt over byen. Ligeledes er der på den nordlige del af byen en flot udsigtsområde. Sivas området er kendt for de mange små søer nær Hafik. Nordøst for byen ligger Dörteylül dæmningen, der har oprettet en kæmpe sø. Sydvest for byen ligger en mindre sø, Serpincik göleti.
For teater og koncerter, kan Sivas teater fremhæves. Sivas har især mange kulturhuse, hvor alle kan tilmelde sig forskellige kurser. Man kan tage ud og se en fodboldkamp på Sivas nye stadion, samtidig finder du Sivas arena, til især basketball, volleyball og håndbold, mens du også kan besøge Sivas svømmestadion.
Et af de allermest populære attraktioner er at nyde stemningen på en af de mange tehuse ved Republikpladsen og nyde den historiske atmosfære

### Attraktioner
Nedenunder nævnes en lille del af attraktioner i byen:
Madrassas
- Buruciye Madrasah
- Çifte Minareli Madrasah
- Gök Madrasah
- Şifaiye Madrasah

Museer
- Atatürk Congress and Ethnography Museum
- Sivas Arkeology Museum
- Madimak Science and Culture Centre

Moskeer
- Hoca imam moskeen

- Ulu moskeen
- Şems moskeen
- Kale moskeen
- Ali ağa moskeen
- Zincirli minare moskeen
- Paşa moskeen

Kirker
- Rum kirken
- Huykesen kirken

Historiske broer
- Yıldiz Irmagi broen

- Boğaz broen
- Taş bro
- Kesik bro
- Fadlum Broen
- Eğri bro

Hamamer
- Şirinoğlu hamam
- Meydan hamam
- Mehmet Ali hamam
- Kurşunlu hamam

Han
- Taşhan
- Subaşı Hanı
- Eski Vakif Işhanı
- Çorapçi hanı
- Behram Paşa hanı

Türbe
- Kırk kızlar türbesi
- Ulu camii haziresi
- Tek mezar
- Şeyh Erzurumi Türbesi
- Şeyh Çoban Türbesi
- Şemseddin-i Sivasi Türbesi
- Izzettin Keykavus Türbesi

Befæstninger
- Sivas Kalesi

Udover det indeholder byen en masse historiske kümbetter, ruiner, bygninger og mange andre ting. Sivas er en af de mest historiske byer i Tyrkiet, da byen har været hovedstad flere gange gennem historien. Gennem tiden har man også mistet mange flotte historiske bygninger og seværdigheder som i dag, igen bliver bygget, som var de aldrig blevet ødelagt. I byen ser man mange imponerende bygningsværker fra Seltjuk-æraen, men til dels finder man også osmanniske, byzantiske og republikanske bygninger.
Shopping
De travleste shoppingområder ligger ved Ataturk gade. Andre steder at shoppe er Şifaiye Medresse, det store indkøbscenter Primemall Sivas, juvelernes Bazaar og Pasa Cami Meydani.

### Moskeer
I selve Sivas by ligger flere moskeer, blandt andet Ulu Cami ved Hoca Ahmet Yesevi caddesi, Paşa cami ved Atatürk Boulevard, Kale moskeen midt i Republikpladsen og Abdulvahabi moskeen på en bakketop ved Yukarı Tekke.

## Uddannelse
Sivas præges som uddannelsesby af de mange videregående uddannelser. Byen er et af de største uddannelses byer i området, og mange studerende flytter til byen for at studere. I 1973 åbnede Sivas Cumhuriyet Universitetet, som den 13. universitet i Tyrkiet. Universitetet er et af de vigtigste institutioner, der været en af de førende pionerer indenfor udviklingen af byens sundhed, kultur og uddannelse. Universitetets hovedcampus ligger 5 km fra Sivas centrum, der ligger i et område på 2.720 hektar (1.100 ha) ved Kızılırmak-floden. Universitetet tilbyder forelæsninger, uddannelsesmuligheder, kulturelle og sportslige aktiviteter, kulturelle og sportslige faciliteter og biblioteker. Universitetet optager eleverne til 4 institutter, 16 fakulteter, 5 højskoler, 1 konservatorium, 25 forsknings- og applikationscentre på hovedcampusområdet i Sivas. Derudover er der 14 erhvervsskoler i distrikterne i Sivas-provinsen, og disse enheder skaber et vigtigt potentiale i Sivas med cirka 56.000 studerende. 1876 akademiske, 1804 administrative og ca. 800 midlertidigt ansatte arbejder på vores universitet. 
Derudover er der planer om at opføre en helt ny teknisk universitet i byen, der skal gøre byen til en endnu vigtigere uddannelsesby. I forvejen lever flere tusinder unge i byen og man er påbegyndt byggeriet af mange nye ungdomsboliger samt kollegier, hvor unge kan bo.
Sivas huser også mange gymnasier, heriblandt er et af dem meget kendt, nemlig Sivas Lisesi (Sivas Mekteb-i Sultanisi), der i år 1887 blev åbnet for uddannelse. Selvsamme bygning var den 4. september 1919 vært for Sivas kongressen. Hallen hvor kongressen blev afholdt og Ataturks soveværelse er bevaret i dag og hovedbygningen benyttes som et museum.
I Sivas er der 160 grundskoler og 22 gymnasier. 

## Venskabsbyer
Sivas har følgende venskabsbyer:
- Grozny, Rusland
- Gradačac, Bosnien-Herzegovina
- Adama, Ethiopien
- Baku, Azerbaidsjan
- Medina, Saudi Arabien
- Alicante, Spainien
- Clermont-Ferrand, Frankrig